# Качелай (селище)
Качела́й (рос. Качелай, ерз. Кацялай) — селище у складі Кочкуровського району Мордовії, Росія. Входить до складу Качелайського сільського поселення.

## Населення
Населення — 19 осіб (2010; 16 у 2002).
Національний склад (станом на 2002 рік):
- росіяни — 50 %
- ерзяни — 37 %